# 대한석유협회
대한석유협회(大韓石油協會, Korea Petroleum Association)는 회원상호간의 이해와 우호증진을 통해 석유산업의 건전한 발전에 기여하기 위하여 설립된 사단법인이다. 서울특별시 영등포구 여의나루로 27 사학연금회관 17층 (여의도동 27-2)에 있다.

## 연혁
- 1980년 7월 정유 5사 및 한국석유개발공사 대표가 발기, 창립총회 개최. 초대 유재홍 회장(비상근) 취임.
- 1980년 8월 동력자원부 사단법인 설립허가, 법인설립 등기.
- 1981년 1월 월간 「석유자료」 창간.
- 1981년 초대 함병소 상근부회장 취임.
- 1982년 5월 「석유연보」 창간.
- 1985년 4월 유사휘발유 신고 포상제도 실시.
- 1992년 5월 서울과학관 내 석유산업전시관 설치 기증.
- 1995년 4월 석유수요전망위원회 설치.
- 1996년 3월 한국해양유류오염방제조합 창립총회 개최.
- 1997년 2월 제11대 김선동 회장 취임.
- 1999년 3월 제12대 이종원 상근 회장 취임.
- 1999년 6월 해외석유개발협회와 통합.
- 2000년 4월 대한석유협회 홈페이지 오픈.
- 2001년 2월 제13대 최두환 회장 취임.
- 2002년 9월 제14대 박은태 회장 취임.
- 2003년 3월 제15대 안병원 회장 취임.
- 2005년 4월 제16대 고광진 회장 취임.
- 2007년 3월 제17대 김생기 회장 취임.
- 2009년 2월 제18대 오강현 회장 취임.
- 2011년 5월 제19대 박종웅 회장 취임.
- 2013년 6월 제20대 전용원 회장 취임.
- 2016년 9월 제21대 강봉균 회장 취임.
- 2017년 11월 제22대 김효석 회장 취임.
- 2020년 7월 제23대 정동채 회장 취임.
- 2022년 10월 제24대 박주선 회장 취임.

## 주요 업무
- 석유 및 석유산업에 관한 지식의 발전과 보급
- 대한민국 국내외 석유산업에 관한 정보의 수집, 교환, 분석, 평가, 발간 등 조사연구사업
- 석유산업에 관한 대정부 건의 및 자문
- 석유산업에 관한 홍보활동
- 대한민국 정부가 법령 또는 고시로 위임하는 업무
- 기타 사업

## 조직

### 부회장
- 경영관리실

| - 석유산업정책팀 - 글로벌에너지정책팀 - 산·학·정협력팀 | - 행정부협력팀 - 국회협력팀 - 언론협력팀 |

## 회원사
- SK에너지
- GS칼텍스
- 에스오일
- HD현대오일뱅크

## 같이 보기
- 대한석유공사
- 한국석유공사
- 한국석유관리원
- 한국석유유통협회
- 한국석유화학공업협회
- 한국주유소협회
- 한국석유유통연구소
- 한국에너지공단